# Diocesi di Oloron

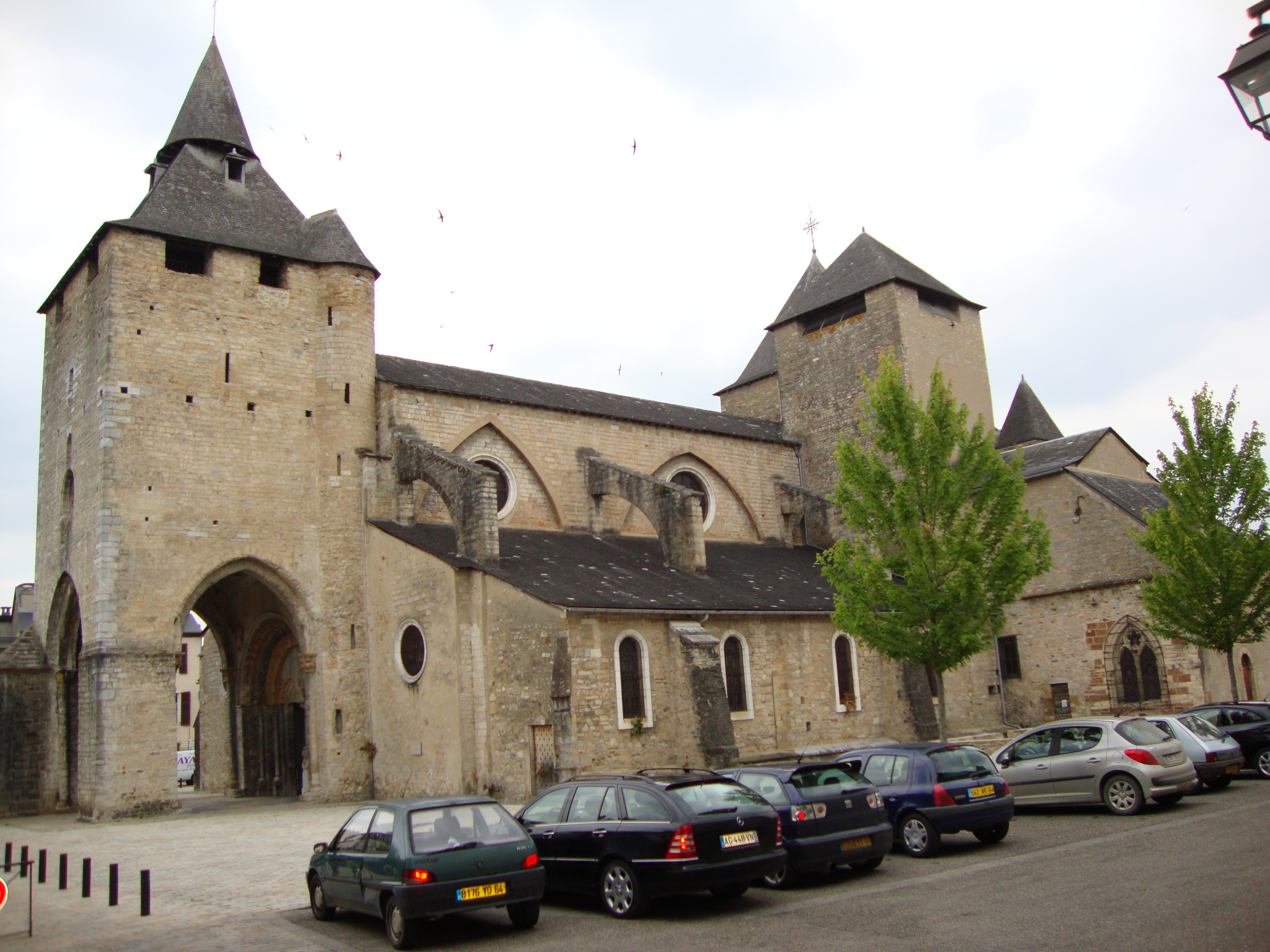
La cattedrale vista lateralmente.

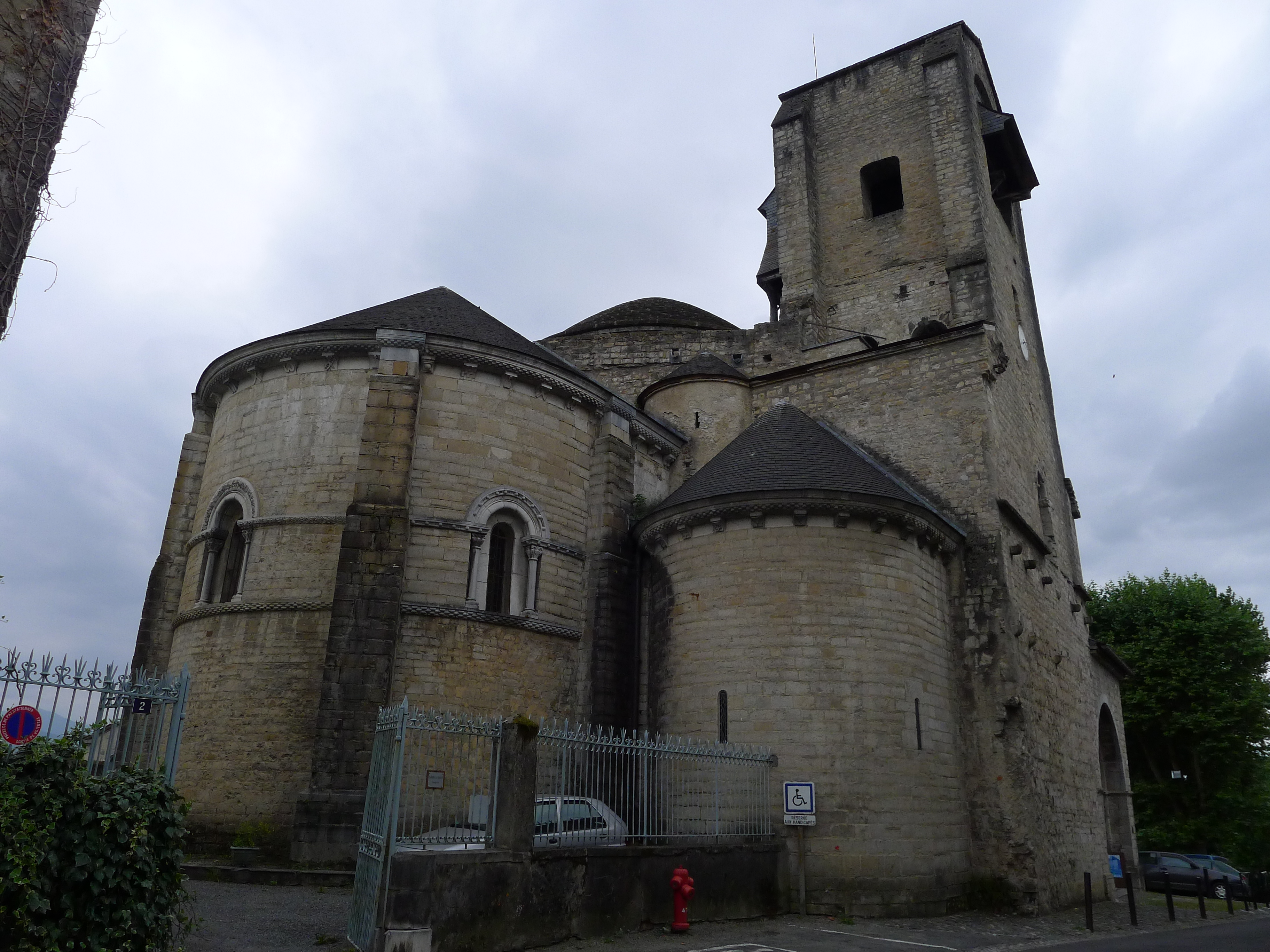
La chiesa di Sainte-Croix.

La diocesi di Oloron (in latino: Dioecesis Olorensis) è una sede soppressa della Chiesa cattolica.

## Territorio
La diocesi comprendeva la parte meridionale della regione storica del Béarn e la provincia basca della Soule. Fino al XVI secolo era suddivisa in 6 arcidiaconati: Oloron, Soule, Navarrenx, Garenx-Reveseg, Aspe e Ossau. Confinava a nord con le diocesi di Dax e di Lescar, a est con quella di Tarbes, a sud con la Spagna e ad ovest con le diocesi di Bayonne e di Dax.
Sede vescovile era la città di Oloron nell'attuale dipartimento dei Pirenei Atlantici, dove fungeva da cattedrale la chiesa della Beata Vergine Maria.
Nel 1742 la diocesi comprendeva 150 parrocchie, ma erano 200 nel 1682; questa variazione è dovuta alla povertà delle mense parrocchiali e alla penuria di preti nella diocesi.

## Storia
La civitas Elloronensium è menzionata nella Notitia Galliarum (databile all'inizio del V secolo) come una delle città che costituivano la provincia romana della Novempopulana.
Incerte sono le origini della diocesi, che è documentata a partire dagli inizi del VI secolo, suffraganea dell'arcidiocesi di Eauze. Il primo vescovo conosciuto è san Grato, che partecipò al concilio di Agde nel 506: secondo la tradizione Grato fu il fondatore, il primo vescovo e il patrono della città e della diocesi.
Dopo Grato sono noti altri due vescovi certi di Oloron: Licerio, che prese parte ai concili di Parigi del 573 e di Mâcon del 585; e Artemone, che assistette al concilio di Bordeaux del 673/675. Dopo Artemone, a causa delle distruzioni operate prima dai Saraceni (732) e poi dai Normanni (841), non sono più noti vescovi di Oloron fino all'XI secolo).
Alcuni studiosi nell'Ottocento hanno avanzato l'ipotesi che tra il X e l'XI secolo, in concomitanza con la nascita del ducato di Guascogna, le diocesi della parte occidentale della Novempopulana (Oloron, Lescar, Bayonne, Aire e Dax) abbiano costituito un'unica grande diocesi, con il nome di diocesi di Guascogna e con probabile sede a Bazas. Sono tre i vescovi noti che le fonti chiamano episcopi Vasconiae seu Vasconensis: Gombaldo, Arsio Raca e Raimondo il vecchio. Il concilio di Tolosa del 1058 mise fine a questa situazione irregolare, restaurando tutte le antiche sedi episcopali, spesso vacanti da lungo tempo, come quella di Oloron.
Primo vescovo della sede restaurata fu Etienne di Mauléon; ma è soprattutto ai suoi successori Amat d'Oloron e Odon di Bénac che si deve la ricostruzione della diocesi e l'introduzione della riforma gregoriana. A partire da questo momento la diocesi entrò a far parte della provincia ecclesiastica di Auch.
Nel 1102 viene iniziata la costruzione della nuova cattedrale nel borgo di Sainte-Marie fondato nel 1080; la precedente chiesa cattedrale si trovava invece in località Sainte-Croix, costruita dal vescovo Amat e terminata da Odon. La diocesi aveva un unico monastero benedettino a Lucq.
Nella seconda metà del Cinquecento nel Béarn, che faceva parte del regno di Navarra, fu introdotto il protestantesimo grazie alla conversione alla nuova fede della regina Jeanne d'Albret. Nel 1570 la regina decretò la soppressione del cattolicesimo, la proibizione dell'esercizio del culto cattolico e la confisca dei beni della Chiesa. Il vescovo Claude Régin è costretto a fuggire con il capitolo in Spagna, per poi ritornare e stabilirsi a Mauléon, città che aveva resistito militarmente alla regina. Il culto cattolico verrà ristabilito solo alla fine del secolo; fu convocato un apposito sinodo ove venne trattata la questione della conversione dei protestanti.
Nel 1725 il vescovo Joseph de Révol fondò il seminario affidato ai Barnabiti, che funzionò fino al 1776, con l'apertura anche di un seminario minore nel 1781. In seguito i Barnabiti, sospettati di giansenismo, furono allontanati ed il seminario si fermò per una decina d'anni.
La sede fu soppressa in seguito al concordato con la bolla Qui Christi Domini di papa Pio VII del 29 novembre 1801 e il suo territorio incorporato in quello della diocesi di Bayonne.
Dal 22 giugno 1909 ai vescovi di Bayonne è concesso di aggiungere al proprio titolo quello di vescovi di Oloron.

## Cronotassi dei vescovi
- San Grato † (menzionato nel 506)[5]
- Licerio † (prima del 573 - dopo il 585)[6]
- Artemone † (menzionato nel 673/675)[7]
- Episcopi Vasconiensis :
  - Gombaldo † (menzionato nel 977)
  - Arsio Raca † (menzionato nel 982)
  - Raymond le Vieux † (prima del 1033 - 1058 deposto)
- Etienne de Mauléon † (prima del 1060 - dopo il 1068)
- Amat d'Oloron, O.S.B. † (prima del 1073 - 1089 nominato arcivescovo di Bordeaux)
- Odon de Bénac † (prima del 1095 - dopo il 1101)
- Roger de Saintes †
- Arnaud d'Araux † (1114 - dopo il 1147)
- Arnaud d'Izeste † (prima del 1150 - dopo il 1154)[8]
- P. † (menzionato nel 1168)
- Bernard de Sedirac † (prima del 1179 - dopo il 1205)
- Bernard de Morlas † (prima del 1209 - dopo il 1223)
- R. de Massanc † (prima del 1231 - 21 dicembre 1244 nominato arcivescovo di Auch)
- Pierre de Gavarret † (14 giugno 1246 - 1254 deceduto)
- G. (Guillaume ?) † (? - 1º maggio 1255 deceduto)
- R. (Raymond o Roger) † (menzionato nel 1256)
- Compaing † (prima di ottobre 1260 - dopo il 1283)
- Bernard † (20 maggio 1284 - dopo il 1288)
- Guillard de Leduix † (prima del 30 aprile 1289 - 1308 deceduto)
- Raymond de Saint-Sever † (menzionato nel 1309)[9]
- Guillaume-Arnaud † (10 agosto 1309 ? - dopo il 1316)
- Arnaud de Valensun † (prima del 1324 - circa 1341 deceduto)
- Bernard, C.R.S.A † (4 marzo 1342 - 1345 deceduto)
- Bernard de Richano, O.F.M. † (? deceduto)[10]
- Pierre d'Estiron † (14 agosto 1348 - 4 dicembre 1370 deceduto)
- Obbedienza romana:
  - Guillaume d'Assat † (10 febbraio 1371 - 1395 deceduto)[11]
  - Pierre de Monbrun ? † (menzionato nel 1404 - ?) (amministratore apostolico)
- Obbedienza avignonese:
  - Orgier o Roger Villesangues o Villesonques † (menzionato nel 1378)
  - Sanche † (menzionato nel 1393)
  - Arnaud Guillaume de Buzy † (prima di novembre 1396 - dopo maggio 1399)
  - Pierre Lafargue ? † (menzionato nel 1403)
  - Sanche Mulier, O.P. † (prima del 1406 - dopo il 7 febbraio 1418 deceduto)
- Pierre de Limoges[12], O.E.S.A. † (14 febbraio 1418 - 23 agosto 1419 nominato vescovo di Condom)
- Garsias Arnaud † (6 settembre 1419 - ? deceduto)
- Gérard d'Araux (d'Orbignac) † (5 dicembre 1425 - 1432 deceduto)
- Arnaud-Raymond d'Espagne † (1º ottobre 1434 - 5 luglio 1451 nominato vescovo di Comminges)
- Bertrand † (5 luglio 1451 - ? deceduto)
- Guillaume de Fondera † (20 settembre 1451 - 1461 deceduto)
- Garsias de La Mothe † (24 luglio 1465 - dopo il 1473 deceduto)
- Sanche de Casenave † (8 dicembre 1474 - dopo il 1491)
- Cosimo de' Pazzi † (10 dicembre 1492 - 17 aprile 1497 nominato vescovo di Arezzo)
  - Juan López † (17 aprile 1497 - 28 maggio 1498 dimesso) (amministratore apostolico)
- Jean de Pardailhan † (28 maggio 1498 - dopo il 20 ottobre 1499 dimesso)
  - Amanieu d'Albret † (4 maggio 1500 - 10 ottobre 1500 dimesso) (amministratore apostolico)
- Arnaud-Raymond de Béon † (prima di giugno 1504 - 1518 deceduto)
  - Giovanni Salviati † (24 agosto 1521 - 18 marzo 1523 dimesso) (amministratore apostolico)
- Jacques de Foix † (18 marzo 1523 - 13 novembre 1534 nominato vescovo di Lescar)
- Pierre d'Albret † (13 novembre 1534 - 6 settembre 1535 deceduto)
- Gérard Roussel (le Roux) † (4 febbraio 1536 - dopo il 7 luglio 1555 deceduto)
- Claude Régin † (2 ottobre 1555 - 1593 deceduto)[13]
  - Sede vacante (1593 - 1597)
- Arnaud de Maytie de Mauléon † (21 maggio 1597 - settembre o ottobre 1622 deceduto)
- Arnaud de Maytie † (settembre o ottobre 1622 succeduto - 20 giugno 1646 deceduto)
- Pierre de Gassion † (13 gennaio 1648 - 24 aprile 1652 deceduto)
- Jean de Miossens-Sansons † (13 novembre 1652 - 8 febbraio 1658 deceduto)
- Arnaud-François de Maytie † (1º settembre 1659 - 2 luglio 1681 deceduto)
- François-Charles de Salettes † (20 aprile 1682 - 22 luglio 1704 deceduto)
  - Antoine-Simon de Maigny † (9 febbraio 1705 - 26 febbraio 1705 deceduto) (vescovo eletto)
- Joseph de Révol † (7 settembre 1705 - 26 giugno 1735 dimesso)
- Jean-François Castelard de Montillet † (27 luglio 1735 - 6 luglio 1742 dimesso)
- François de Révol † (9 luglio 1742 - 25 aprile 1783 deceduto)
- Jean-Baptiste-Auguste de Villoutreix de Faye † (18 luglio 1783 - 12 marzo 1792 deceduto)
  - Sede vacante (1792-1801)
  - Sede soppressa